# Todd Strauss-Schulson
Todd Strauss-Schulson (nascut el 24 de juny de 1980) és un director de cinema, guionista, productor, editor i director de fotografia nord-americà, més conegut per dirigir la pel·lícula de comèdia A Very Harold & Kumar 3D Christmas).  (2011), la pel·lícula de comèdia de terror The Final Girls (2015) i la pel·lícula de comèdia romàntica Isn't It Romàntic (2019). També ha dirigit episodis de la sèrie de televisió The Inbetweeners (2012) i Zach Stone Is Gonna Be Famous (2013).

## Primers anys
Strauss-Schulson va néixer a Forest Hills (Queens), Nova York el 24 de juny de 1980. Té una germana petita anomenada Caren. Strauss-Schulson és jueu i ha celebrat el Benei mitsvà.
Va assistir a l'Emerson College a Boston, Massachusetts, i es va graduar el 2003. Després de graduar-se, es va traslladar a Los Angeles.

## Carrera
Strauss-Schulson va començar la seva carrera dirigint curtmetratges com Larceny (1997) i Backlash (1998). Després va treballar en vídeos musicals, cosa que va fer passar 6 mesos a Xina i Tailàndia, on va dirigir la tercera temporada de MTV Whatever Things (2005). La sèrie es va convertir en el programa més popular a MTV Àsia, amb una audiència internacional de més de 250 milions de persones. Ha dirigit anuncis i vídeos per als Premis Oscar i els Premis Emmy, i clients com Pepsi, Lipton, Mountain Dew, Twix, The Early November, Nestlé , Microsoft, Old Spice i Sierra Mist, entre d'altres.
El 2008, el curtmetratge de Strauss-Schulson Mano-a-Mano va ser seleccionat per projectar-se al Festival South by Southwest de Cinema. L'any següent, va tornar a South by Southwest per estrenar el seu curtmetratge Big Pussy, que es va projectar posteriorment al Just For Laughs Comedy Festival de Montreal, Quebec, Canadà. El primer llargmetratge de Strauss-Schulson, A Very Harold & Kumar 3D Christmas per a New Line Cinema i Mandate Pictures , va ser llançat per Warner Bros. el 4 de novembre de 2011. La pel·lícula va ser protagonitzada per Kal Penn, John Cho, Neil Patrick Harris i Patton Oswalt, i va rebre una reacció positiva dels crítics de cinema.
La seva pel·lícula de segon any, la comèdia de terror The final girls per a Sony Pictures Entertainment i Groundswell Productions, es va estrenar al South by Southwest Film Festival el 13 de març de 2015, amb crítiques positives. Era protagonitzada per Taissa Farmiga, Malin Åkerman, Nina Dobrev, Adam DeVine, Thomas Middleditch, Alia Shawkat, i Alexander Ludwig. Es va estrenar el 9 d'octubre de 2015 en llançament limitat i mitjançant vídeo a la carta per Stage 6 Films.
L'octubre de 2015, es va informar que TBS havia donat una comanda pilot a una sèrie de comèdia co-creada per Strauss-Schulson i Matt Fogel. El pilot no va rebre l'ordre de sèrie.
El tercer llargmetratge de Strauss-Schulson com a director és la comèdia Isn't It Romantic per a New Line Cinema, protagonitzada per Rebel Wilson, Liam Hemsworth, DeVine i Priyanka Chopra. La pel·lícula va ser estrenada per Warner Bros. el 14 de febrer de 2019.

## Filmografia
Cinema
- A Very Harold & Kumar 3D Christmas (2011)
- The final girls (2015)
- Isn't It Romantic (2019)
- Silent Retreat (TBA) (també guionista)
- Pel·lícula Rabbids sense títol (TBA)

Televisió
| Any  | Títol                           | Notes                           |
| ---- | ------------------------------- | ------------------------------- |
| 2007 | Ace of Cakes                    | Episodi "Great Scot"            |
| 2010 | Naked But Funny                 | Telefilm                        |
| 2011 | CollegeHumor Originals          | Episodi "Sorority Pillow Fight" |
| 2012 | Stevie TV                       | Episodi "#1.1"                  |
| 2012 | The Inbetweeners                | 3 episodis                      |
| 2013 | Zach Stone Is Gonna Be Famous   | 3 episodis                      |
| 2013 | Betas                           | Episodi "One on One"            |
| 2022 | Pitch Perfect: Bumper in Berlin | 2 episodis                      |
| 2023 | Glamorous                       | 2 episodis                      |

Curtmetratge
| Any  | Títol              | Director | Guionista | Productor | Editor | DoP |
| ---- | ------------------ | -------- | --------- | --------- | ------ | --- |
| 1997 | Larceny            | Sí       | Sí        | Sí        | No     | Sí  |
| 2005 | Snap*Pop           | Sí       | Sí        | No        | No     | No  |
| 2008 | Mano-a-Mano        | Sí       | Sí        | Sí        | Sí     | Sí  |
| 2011 | The Master Cleanse | Sí       | Sí        | No        | Sí     | No  |
| 2013 | Valibation         | Sí       | No        | No        | Sí     | No  |
| 2014 | All's Fair         | Sí       | Sí        | No        | Sí     | No  |